# Het land waarin wij werken
Het land waarin wij werken was een project van het Vlaamse dagblad De Standaard uit 1974. Een aantal gekende Vlaamse economen van dat ogenblik verleenden er hun medewerking aan. Het had als doel de Belgische economie te evalueren en de uitdagingen voor de komende decennia te analyseren.
Het initiatief tot de studie werd genomen door de directeur van het dagblad Albert De Smaele. De leiding van het project was toevertrouwd aan Gaston Eyskens en de eindredactie werd verzorgd door Jan Bohets. Medewerkers waren Robert Maldague, Felix Michielssen, Fernand Rogiers, Jaak Stockx, Felix Trappeniers, Willy van Rijckeghem, Paul Van Rompuy, Victor Van Rompuy, John van Waterschoot en Pieter Virenque. 
Conclusie van de studie was dat de gemengde markteconomie was zoals de parlementaire democratie; het minst slechte onder de regimes. De uitgave ervan in 1974, in een paperback van 190 bladzijden, door de Standaard Wetenschappelijke Uitgeverij was succesvol.